# حشره‌خوار زفیر
 حشره‌خوار زفیر (نام علمی: Crocidura zaphiri) نام یک گونه از سرده حشره‌خوارهای دندان‌سفید است.